# Долина смерти (фильм, 2004)
«Долина смерти» (англ. Death Valley: The Revenge of Bloody Bill) — американский фильм ужасов 2004 года режиссёра Байрона Вернера. Другие названия фильма: «Кровавый Билл» и «Месть Кровавого Билла».

## Сюжет
Мелкого наркоторговца на автомобиле преследует женщина-полицейский. Преступнику удаётся скрыться и отделаться от преследования, однако его машина глохнет в пустынной и безлюдной местности. Оставив свой автомобиль, преступник пешком отправляется по ближайшей дороге и приходит в городок Sunshine Valley. Здесь он заходит в местную забегаловку, но бармен не собирается его обслуживать и даже не замечает его. Преступник злится и уже собирается завязать драку, но вскоре обнаруживается, что бармен является зомби. В это же время со всех сторон появляются другие живые мертвецы и съедают наркоторговца.
Дабы возвратить украденные 50 тысяч долларов, по следу съеденного наркоторговца направляется его сообщник Эрл, захвативший микроавтобус с молодёжью. На этом автобусе он и приезжает в городок, после чего вся компания вступает в схватку с зомби, забаррикадировавшись в разрушенном доме. Вскоре выясняется, что Sunshine Valley является городом-призраком, войдя в который, любой человек уже не выйдет, ибо все попытки покинуть город приводят человека к тому же месту, откуда он начал свой путь.

## В ролях
| Актёр           | Роль          |
| --------------- | ------------- |
| Челси Джин      | Гвен          |
| Джереми Бове    | Кровавый Билл |
| Грегори Бастьен | Эрл           |
| Денис Бутте     | Мэнди         |
| Мэтт Марраччини | Джерри        |
| Стивен Глинн    | Бак           |
| Скотт Карсон    | Эвери         |
| Кэндис Эриксон  | Сондра        |

## Художественные особенности
Фильм вышел сразу на видео и в целом характеризуется как низкобюджетный, что отражается на всех его характеристиках со всеми вытекающими из этого последствиями. Также фильм порой имеет признаки клиповости, что отражается в постановочных замираниях героев, особенностях монтажа и использования нарезки различных кадров в режиме слайд-шоу. В качестве музыкального сопровождения часто используются хэви-метал темы.

### Зомби
Зомби в фильме в целом созданы по всем канонам классических живых мертвецов, но при этом имеют своего предводителя (Кровавый Билл) и умеют достаточно быстро бегать.